# Karwowo (gmina Radziłów)
Karwowo – wieś w Polsce położona w województwie podlaskim, w powiecie grajewskim, w gminie Radziłów.
Wierni kościoła rzymskokatolickiego należą do parafii św. Anny w Radziłowie.

## Historia
Dawniej prywatna wieś szlachecka Karwowo a Wissa położona była w drugiej połowie XVI wieku w powiecie radziłowskim ziemi wiskiej województwa mazowieckiego.
W latach 1921–1939 wieś leżała w województwie białostockim, w powiecie kolneńskim (od 1932 w powiecie łomżyńskim), w gminie Rogienice.
Według Powszechnego Spisu Ludności z 1921 roku wieś zamieszkiwało 174 osoby w 30 budynkach mieszkalnych. Miejscowość należała do parafii rzymskokatolickiej w m. Dobrzyjałowo. Podlegała pod Sąd Grodzki w Stawiskach i Okręgowy w Łomży; właściwy urząd pocztowy mieścił się w m. Mały Płock.
W latach 1975–1998 miejscowość należała administracyjnie do województwa łomżyńskiego.